# ستيفن كوفمان
ستيفن كوفمان (بالإنجليزية: Steven Kaufman)‏ هو لغوي أمريكي، ولد في 21 مارس 1977 في بروكلين في الولايات المتحدة.